# Política (1929)
Política: órgão da Junta Escolar de Lisboa do Integralismo Lusitano foi fundado em abril de 1929 tendo terminado em 1931. Tratou-se de uma revista escrita por universitários que partilhavam das mesmas convicções dos tradicionais integralistas como Rolão Preto e António Sardinha e Hipólito Raposo (ligados à fundação da revista Acção Realista). Os conteúdos são quase exclusivamente de cariz político escritos num tom crítico, por vezes sarcástico.